# Poecilocloeus maculaticeps
Poecilocloeus maculaticeps är en insektsart som beskrevs av Marius Descamps 1980. Poecilocloeus maculaticeps ingår i släktet Poecilocloeus och familjen gräshoppor. Inga underarter finns listade i Catalogue of Life.